# Việt Nam tại Đại hội Thể thao Đông Nam Á 2005
Việt Nam tham dự Đại hội Thể thao Đông Nam Á 2005 tại Philippines với 516 vận động viên, tranh tài 30 trên 40 môn thể thao.
Bùi Thị Nhung là vận động viên mang về cho đoàn Việt Nam huy chương vàng đầu tiên cho Việt Nam ở SEA Games 23 trong môn nhảy cao nữ và cũng là kỷ lục mới SEA Games.
Đặc biệt vận động viên Vũ Thị Hương đã mang lại một huy chương vàng quý giá cho điền kinh Việt Nam ở thể loại chạy 100m nữ vì Việt Nam chưa bao giờ đoạt vô địch SEA Games ở nội dung này.
Vận động viên Nguyễn Hữu Việt, với ngôi vô địch cự ly 100m ếch nam, cũng đi vào lịch sử thể thao Việt Nam khi đạt được huy chương vàng bơi lội SEA Games đầu tiên.

## Bảng huy chương
Dưới đây là bảng tổng sắp huy chương của đoàn Việt Nam:
|      | Môn          | Vàng | Bạc | Đồng | Tổng |
| ---- | ------------ | ---- | --- | ---- | ---- |
| 1.   | Điền kinh    | 8    | 8   | 3    | 19   |
| 9.   | Cờ vua       | 8    | 2   | 2    | 12   |
| 5.   | Wushu        | 7    | 4   | 4    | 15   |
| 12.  | Vật tự do    | 6    | 3   | 0    | 9    |
| 2.   | Karate       | 5    | 4   | 8    | 17   |
| 10.  | Thái cực đạo | 4    | 3   | 5    | 12   |
| 7.   | Bắn súng     | 3    | 0   | 3    | 6    |
| 8.   | Đấu kiếm     | 2    | 2   | 4    | 8    |
| 3.   | Lặn          | 1    | 3   | 0    | 4    |
| 13.  | Thể dục      | 1    | 2   | 1    | 4    |
| 15.  | Chèo thuyền  | 1    | 1   | 1    | 3    |
| 11.  | Billards     | 1    | 1   | 0    | 2    |
| 6.   | Đua xe đạp   | 1    | 0   | 1    | 2    |
| 14.  | Bơi          | 1    | 0   | 0    | 1    |
| 16.  | Bóng bàn     | 0    | 1   | 0    | 1    |
| 4.   | Quần vợt     | 0    | 0   | 2    | 2    |
| 17.  | Cầu lông     | 0    | 0   | 1    | 1    |
| Tổng | Tổng         | 71   | 72  | 86   | 229  |

### Vàng
- Điền kinh
  - Nhảy cao nữ: Bùi Thị Nhung - 1,89m - kỷ lục SEA Games mới.
  - Nhảy cao nam: Nguyễn Duy Bằng - 2.14m
  - 100m nữ: Vũ Thị Hương
  - 800m nam: Lê Văn Dương
  - 800m nữ: Đỗ Thị Bông - 2'0365 - kỷ lục SEA Games mới.
  - 1500m nữ: Trương Thanh Hằng - 4'1850 - kỷ lục SEA Games mới.
  - 10 môn phối hợp nam: Vũ Văn Huyện
- Pencak Silat:
  - 50–55 kg nam: Trần Văn Toàn
  - 55–60 kg nam: Nguyễn Bá Trình
  - 85–90 kg nam: Nguyễn Văn Hùng
  - 45–50 kg nữ: Lê Thị Hằng
  - 50–55 kg nữ: Huỳnh Thị Thu Hồng
  - 55–60 kg nữ: Trịnh Thị Ngà
  - 60–65 kg nữ: Nguyễn Thị Phương Thúy
- Karate
  - Kata đồng đội nữ (Hoàng Ngân, Hồng Thư, Thu Hiền)
  - Kata đồng đội nam (Ngọc Trung, Xuân Hùng, Bảo Linh)
  - Kumite cá nhân nam - 70 kg: Bùi Việt Bằng
  - Kumite cá nhân nữ - 60 kg: Nguyễn Thị Hải Yến
  - Kumite cá nhân nữ - 48 kg: Vũ Thị Nguyệt Ánh
- Thái Cực Đạo - Taekwondo
  - 51 kg nữ: Đỗ Thị Bích Hạnh
  - dưới 47 kg nữ: Nguyễn Thị Huyền Diệu (huy chương vàng thứ tư liên tiếp kể từ 1999)
  - dưới 84 kg nam: Nguyễn Trọng Cường
  - trên 84 kg nam: Nguyễn Văn Hùng (huy chương vàng thứ tư liên tiếp kể từ 1999)
- Wushu
  - Côn thuật nữ: Đàm Thanh Xuân
  - Thương thuật nữ: Nguyễn Thị Mỹ Đức
  - Trường quyền nữ: Nguyễn Thị Mỹ Đức
  - Trường quyền nam: Nguyễn Tiến Đạt
  - Thái cực quyền kiếm nữ: Bùi Mai Phương
  - Tán thủ nữ -45 kg: Bui Thị Như Trang
  - Tán thủ nam -56 kg: Trần Nhật Huy
- Judo:
  - dưới 48 kg nữ: Văn Thị Ngọc Tú
  - 63 kg nữ: Nguyễn Thị Như Ý
  - 55 kg nam: Nguyễn Duy Khánh
  - 60 kg nam: Trần Văn Đoạt
- Võ gậy - Arnis:
  - Biểu diễn cá nhân nam: Nguyễn Quang Tùng
  - Biểu diễn cá nhân nữ: Nguyễn Thị My
  - Đối kháng võ gậy nam: Nguyễn Thanh Quyền
- Cờ vua
  - Cờ vua đánh nhanh nam: Nguyễn Ngọc Trường Sơn
  - Cờ vua đánh nhanh đồng đội: Nguyễn Ngọc Trường Sơn, Nguyễn Anh Dũng, Lê Quang Liêm, Từ Hoàng Thông và Dương Thế Anh
  - Cờ chớp nam: Nguyễn Anh Dũng
  - Cờ chớp nữ: Nguyễn Quỳnh Anh
  - Cờ vua nam: Nguyễn Ngọc Trường Sơn
  - Cờ vua nữ: Nguyễn Thị Thanh An
  - Cờ vua đồng đội nam: Nguyễn Ngọc Trường Sơn, Nguyễn Anh Dũng, Lê Quang Liêm, Từ Hoàng Thông
  - Cờ vua đồng đội nữ: Nguyễn Thị Thanh An, Hoàng Bảo Trâm, Lê Thanh Tú và Trần Thị Kim Loan
- Đua xe đạp
  - Đổ đèo nữ: Phan Thị Thùy Trang
  - 40 km cá nhân tính giờ: Mai Công Hiếu
- Bắn súng
  - Súng ngắn 50m nam (60 viên tự chọn): Nguyễn Mạnh Tường, kỷ lục SEA Games mới
  - Súng trường hơi nữ 10m (40 viên): Đàm Thị Nga
  - Súng trường nằm bắn 50m nam (60 viên): Nguyễn Tấn Nam, kỷ lục SEA Games mới
- Đấu kiếm:
  - Đấu kiếm chém cá nhân nữ: Nguyễn Thị Lệ Dung
  - Đấu kiếm chém đồng đội nữ
- Vật
  - 55 kg nam: Nguyễn Văn Hợp
  - 60 kg nam: Đới Đăng Hỷ
  - 84 kg nam: Mẫn Bá Xuân
  - 55 kg nữ: Nghiêm Thị Giang
  - 59 kg nữ: Nguyễn Thị Lan Anh
  - 63 kg nữ: Lương Thị Quyên
  - 74 kg nữ: Lê Duy Hợi
- Thể dục
  - Thể dục toàn năng nữ: Đỗ Thị Ngân Thương
  - Cầu thăng bằng: Đỗ Thị Ngân Thương
  - Ngựa tay quay: Trương Minh Sang
  - Vòng treo: Nguyễn Minh Tuấn
  - Xà kép: Phạm Phước Hưng
- Bơi:
  - Bơi ếch 100m nam: Nguyễn Hữu Việt, huy chương vàng đầu tiên của môn bơi lội kể từ khi Việt Nam tham dự SEA Games
- Billards:
  - Billards Anh: Nguyễn Thanh Long
  - Caroom 1 băng: Nguyễn Thanh Bình
- Rowling:
  - Thuyền đôi nữ hai mái chèo: Nguyễn Thị Dung và Đặng Thị Thắm
  - Đua thuyền canoeing: Nguyễn Đức Cảnh
- Bóng đá:
  - Bóng đá nữ
- Thể hình:
  - 55 kg: Phạm Văn Mách

### Bạc
- Điền kinh
  - Nhảy cao nữ: Nguyễn Thị Ngọc Tâm - 1,86m.
  - Nhảy sào nữ: Lê Thị Phương - 4,00m
  - Nhảy cao nam: Nguyễn Thanh Phong - 2,11m
  - 3000m rào nam: Trần Văn Thắng
  - 400m rào nữ: Nguyễn Thị Nụ
  - 1500m nữ: Đỗ Thị Bông
  - 4x100m tiếp sức nữ
  - 200m nữ: Vũ Thị Hương
- Nhảy cầu
  - Nhảy cầu cứng 10 mét đôi nữ: Hoàng Thanh Trà & Nguyễn Hoài Anh
  - Nhảy cầu 3 mét nữ: Hoàng Thanh Trà
  - Nhảy cầu mềm 3 mét đôi nữ: Hoàng Thanh Trà & Nguyễn Hoài Anh
- Karate
  - Kata cá nhân nữ: Nguyễn Hoàng Ngân
  - Kumite cá nhân nam -65 kg: Nguyễn Bảo Toànaaaa
  - Kumite cá nhân nam: Nguyễn Ngọc Thạch
- Thái cực đạo-Taekwondo:
  - Nam dưới 55 kg: Vũ Anh Tuấn
- Đấu kiếm:
  - Đấu kiếm cá nhân nữ: Nguyễn Thị Như Hoa
  - Đấu kiếm cá nhân nam: Đỗ Hữu Cường
- Wushu
  - Nam quyền nữ: Nguyễn Thị Ngọc Oanh
  - Côn thuật nam: Nguyễn Tiến Đạt
  - Thương thuật nam: Nguyễn Văn Cường
  - Đôi nam: Nguyễn Tiến Đạt & Trần Đức Trọng
- Billards
  - 8 bi đôi nam: Nguyễn Phước Long & Nguyễn Thành Nam
- Thể dục:
  - Thể dục nghệ thuật đồng đội nữ
  - Thể dục nghệ thuật cá nhân toàn năng nữ: Nguyễn Thùy Dương
- Vật
  - -66 kg nam: Phan Đức Thắng
  - -48 kg nam: Nguyễn Thị Hằng
  - -51 kg nam: Nguyễn Thị Thu
- Chèo thuyền:
  - Chèo đôi nữ: Phạm Thị Hiền & Nguyễn Thi Thi
- Bóng bàn:
  - Đồng đội nam
- Võ gậy - Arnis:
  - Biểu diễn đồng đội nam (Trần Thanh Tùng, Nguyễn Thanh Tùng, Trần Đức Nghĩa)
  - Biểu diễn đồng đội nữ (Nguyễn Thị Hà, Vũ Thị Thảo, Nguyễn Thị Loan)
  - Đối kháng nữ: Lê Thị Thanh Huyền

### Đồng
- Karate
  - Kata cá nhân nam: Lê Xuân Hùng
  - Kumite đồng đội nam
  - Kumite đồng đội nữ
  - Kumite cá nhân nữ +60 kg: Nguyễn Thị Hà
  - Kumite cá nhân nam -55 kg: Phạm Trần Nguyên
  - Kumite cá nhân nam -60 kg: Võ Mạnh Tuấn
  - Kumite cá nhân nam -75 kg: Mai Xuân Lương
  - Kumite cá nhân nữ -53 kg: Đào Tú Anh
  - Kumite cá nhân nữ: Nguyễn Thị Hải Yến
- Quần vợt
  - Đồng đội nữ (Ngô Việt Hà, Nguyễn Thùy Dung, Trần Thị Kim Lợi, Huỳnh Mai Huỳnh)
  - Đồng đội nam (Đỗ Minh Quân, Lê Quốc Khánh, Ngô Quang Huy)
- Wushu
  - Côn thuật nữ: Lâm Kiều Mỹ Dung
  - Thương thuật nữ: Nguyễn Thị Thùy Dương
  - Nam quyền nữ: Vũ Trà My
  - Côn thuật nam: Trương Quốc Chí
- Điền kinh
  - 10.000m nữ: Trương Thị Mai
- 10 môn phố hợp nam: Bùi Văn Hà
- Đấu kiếm
  - Đấu kiếm cá nhân nữ: Hà Thị Sen
  - Kiếm sabre cá nhân nam: Nguyễn Văn Quế
  - Kiếm foil cá nhân nữ: Nguyễn Thị Tươi
  - Kiếm foil cá nhân nam: Bùi Văn Thái
- Thái cực đạo
  - -72 kg nam: Cao Trọng Chinh
  - -63 kg nữ: Bùi Thu Hiền
  - -55 kg nữ: Lê Thị Thu Nguyệt
  - -58 kg nam: Đinh Thanh Long
  - -59 kg nữ: Nguyễn Thị Hoài Thu
  - -72 kg nữ: Nguyễn Thị Ngọc Trâm
  - -67 kg nữ: Trần Thị Ngọc Trâm
- Đua xe đạp
  - Xe đạp địa hình: Nguyễn Thanh Đàm
- Bắn súng
  - Đồng đội nam đĩa bay
  - Súng ngắn thể thao nữ (30+30): Phạm Thị Hà
  - Súng ngắn hơi nam (60 viên): Hoàng Xuân Vinh
- Thể dục:
  - Đồng đội nghệ thuật nam
- Chèo thuyền:
  - Chèo đôi nam: Tan & Anh
- Cầu lông
  - Đồng đội nam